# 'Utba ibn Rabi'a
ʿUtba ibn Rabīʿa (in arabo عتبة بن ربيعة‎?; La Mecca, prima del 570 – Badr, 17 marzo 624) è stato un mercante arabo.
Fu un avversario meccano di Maometto, appartenente al clan dei Banu 'Abd Shams (al cui interno si mise in evidenza il sotto-clan omayyade).
Il padre di ʿUtba era Rabi'a ibn 'Abd Shams.  La figlia di ʿUtba, Hind bint 'Utba, andò sposa ad Abu Sufyan ibn Harb, importante leader meccano e appartenente al medesimo clan della moglie. 

ʿUtba ebbe due figli: Abu Hudhayfa ibn 'Utba e al-Walid ibn 'Utba.
ʿUtba ibn Rabīʿa fu ucciso nella battaglia di Badr, come narrato nella raccolta di ʾaḥādīth (Sunan di Abu Dawud al-Sijistani). In essa ʿAlī ibn Abī Ṭālib si afferma dicesse:
ʿUtba cadde ucciso da Hamza e sarà per questo che, sul corpo dell'uccisore del padre, la figlia Hind si prenderà la sua macabra vendetta al termine della battaglia di Uhud.